# Livia Isabella Schubiger
Livia Isabella Schubiger (* 1980) ist eine Schweizer Politikwissenschafterin und Spezialistin für Data Science. Sie ist ordentliche Professorin an der ETH Zürich.

## Leben
Livia Isabella Schubiger unterrichtet seit Juli 2024 an der ETH Zürich im Bereich internationale Beziehungen und Datenwissenschaften. Gliechzeitig ist sie auch Professorin an der Universität Oxford und zwar ebenfalls im Bereich Politische Wissenschaft und internationale Beziehungen. Zuvor war sie Assistenz-Professorin im Departement für Politische Wissenschafen an der Duke Universität in London und der London School of Economics. Sie hat ihr Doktorat an der Universität Zürich gemacht und war postdoktorale Forscherin am Center for Comparative and International Studies (CIS) in Zürich. 

## Werk
Livia Isabella Schubiger beschäftigt sich mit den sozialen und institutionellen Auswirkungen von Gewalt und Konflikten und auf den Möglichketen zur Reduzierung von Gewalt speziell in Kriegen und gegen Frauen. Sie nutzt dabei moderne Methoden der Datenerhebung und -Analyse.

## Publikationen
- Schubiger, Livia: One for All? State Violence and Insurgent Cohesion. In: International Organization, 2023, 77 (1): 33-64.
- Schubiger, Livia. State Violence and Wartime Civilian Agency: Evidence from Peru. The Journal of Politics, 2021, 83(4): 1565-1596. Online
- Osorio, Javier, Livia Schubiger and Michael Weintraub. Legacies of Resistance: Mobilization against Organized Crime in Mexico. Comparative Political Studies, 2021, 54(9): 1565-1596. Online
- Dill, Janina and Livia Schubiger. Attitudes Toward the Use of Force: Instrumental Imperatives, Moral Principles and International Law. In: American Journal of Political Science, 2021, 65(3): 612-633. Online
- Fjelde, Hanne, Lisa Hultman, Livia Schubiger, Lars-Erik Cederman, Simon Hug and Margareta Sollenberg. Introducing the Ethnic One-Sided Violence Dataset. In: Conflict Management and Peace Science, 2021, 38(1): 109-126. Online
- Cederman, Lars-Erik, Simon Hug, Livia Schubiger and Francisco Villamil. Civilian Victimization and Ethnic Civil War. Journal of Conflict Resolution, 2020, 64(7-8): 1199-1225. Online
- Steele, Abbey and Livia Schubiger. Democracy and Civil War: The Case of Colombia. In: Conflict Management and Peace Science, 2018, 35(6): 587-600. Online
- Osorio, Javier, Livia Schubiger and Michael Weintraub. Disappearing Dissent? Repression and State Consolidation in Mexico. In: Journal of Peace Research, 2018, 55(2): 252-266. Online
- Gleditsch, Kristian, Simon Hug, Livia Schubiger and Julian Wucherpfennig. International Conventions and Non-State Actors: Selection, Signaling and Reputation Effects. Journal of Conflict Resolution, 2018, 62(2): 346-380. Online
- Schubiger, Livia and Matt Zelina. Ideology in Armed Groups. In: Symposium on Emotions and Ideologies in Violent Political Mobilization, PS: Political Science & Politics, 2017, 50(4): 948-952. Open Access
- Jentzsch, Corinna, Stathis Kalyvas and Livia Schubiger. Militias in Civil Wars. Introduction to Special Issue on Militias in Civil Wars, Journal of Conflict Resolution, 2015, 59(5): 755-769. Online